# 56th Fighter Group
Le 56th Fighter Group est un ancien groupe de chasse ayant fait partie de l’United States Army Air Forces et participé à la Seconde Guerre mondiale. Équipé pendant toute la guerre du P-47 Thunderbolt, le 56th Fighter Group est crédité du plus grande nombre de victoires aérienne au sein de la 8th Air Force et est l’unité de nombreux as, comme Francis Gabreski ou Robert Johnson.

## Histoire

### Création
Le 20 novembre 1940, l’autorisation est donnée de former un nouveau groupe de chasse devant comprendre trois escadrons et qui prend le nom de 56th Pursuit Group. Ce n’est toutefois que le 14 janvier 1941 qu’il est activé et se voit assigner ses premières troupes, regroupées à Savannah, bien qu’à cette date il ne compte aucun appareil. Il faut ainsi encore attendre le mois de mai et un déménagement sur la base de Charlotte pour le groupe se voit doter de quelques appareils d’entraînement, de trois P-39 et de cinq P-40, tous dans un état de délabrement assez avancé. En janvier 1942, le groupe compte davantage d’appareils, mais il s’agit pour la plupart de vieux P-36 obsolètes.
Ce n’est qu’au printemps 1942 que le groupe est entièrement rééquipé, d’abord avec des P-40F, puis avec le tout nouveau P-47 Thunderbolt, que l’unité teste pendant l’été et l’automne. Parallèlement, à l’instar de tous les groupes de chasse américains, le groupe est renommé 56th Fighter Group.

### Premiers combats
Au début du mois de janvier 1943, le groupe est envoyé au Royaume-Uni afin d’assurer la couverture des missions de bombardement de jour. Il est en théorie assigné au 8th Fighter Command, mais opère en pratique sous le commandement du RAF Fighter Command. Les 61e et 62e escadrons sont alors basés à King’s Cliffe, tandis que le 63e est envoyé sur l’aérodrome de la RAF à Wittering. Des difficultés dans la livraison de ses appareils font que le groupe reste inactif jusqu’au printemps, date à laquelle il est déplacé à Norwich.
La première mission de combat a lieu le 8 avril 1942 et consiste en un balayage au-dessus du Pas-de-Calais visant à attirer la chasse allemande en combat aérien. Celle-ci ne se montre toutefois pas cette fois, ni les suivantes. Le premier combat a lieu le 29 avril, au-dessus de la Hollande : la centaine d’appareils du 56th est pris à partie par des FW 190, qui parviennent à abattre deux P-47 et à en endommager un autre, sans subir de pertes de leur côté. Le 13 mai, le groupe réalise sa première mission d’escorte de bombardiers, des B-17 devant attaquer les aérodromes situés autour de Saint-Omer. Ce n’est que le 12 juin que le groupe obtient sa première victoire, un Fw 190 abattu par le capitaine Walter Cook.

## Appareils
Le 52th attendit près d’un an-et-demi avant de disposer d’un nombre suffisant d’appareils pour permettre l’entraînement à minima des pilotes. Ces premiers avions sont pour la plupart des modèles dépassés, comme le P-36, ou des rebuts à peine en état de voler, comme les quelques P39 et P-40 dont dispose le groupe au printemps 1941. En avril 1942, le groupe reçoit quelques P-38E et il est alors prévu de l’équiper entièrement avec ce type d’appareil. Finalement, ce ne sont pas des P-38 qui arrivent au mois d’avril, mais des P-40F. Le groupe comptera toutefois plus tard dans ses rangs un P-38J, qui ne servira que lors d’une seule mission le 25 juillet 1944.
Le P-40F fait une carrière des plus courtes au sein du groupe, puisque celui-ci est choisi dès le mois de mai pour servir de groupe de test pour le P-47 Thunderbolt. Ces essais ne se passent pas sans difficultés et plusieurs pilotes sont tués dans des accidents, notamment lorsque l’avion approche le mur du son en piqué ou manœuvre à haute vitesse, ce qui entraîne la destruction des gouvernes.
Le groupe a également à sa disposition à partir de la fin 1944 au moins un UC-61A et un UC-64A Norseman, qui sont assignés au quartier-général et servent pour des missions de liaison. De manière plus inattendue, le 56th a également compté dans ses rangs un Heinkel 111H. Saisi en juillet 1945, l’appareil est repeint aux couleurs du 61st Squadron et sert de moyen de transport jusqu’en septembre, date à laquelle il est laissé en Angleterre lorsque l’unité rentre aux États-Unis. Récupéré par la RAF, il est par la suite restauré dans sa livrée allemande et exposé au RAF Museum.

## Insignes et devise
L’insigne du groupe prend la forme d’un blason de gueules à un chevron de sable bordé d’or, à l’intérieur duquel se trouve un éclair. Cet insigne a été adopté en avril 1942 et fait alors référence au P-38, avec lequel il est alors encore prévu d’équiper le groupe et dont le surnom Lightning signifie « éclair ».  La devise est pendant longtemps Ready and Waiting, « « prêts et en attente », avant d’être changée en faveur de Cave Tonitrum, « attention à l’éclair ».
Les trois escadrons composant le groupe disposent également chacun de leur propre insigne. Celui du 61st Squadron a été approuvé le 15 septembre 1943 et représente une tête de bouledogue tenant un éclair entre ses crocs ; l’animal se retrouve sur l’emblème du 62nd Squadron, cette fois sous la forme d’un boxeur. Enfin, celui du 63rd Squadron est le résultat d’un concours organisé par l’usine Republic : il représente un aviateur, généralement surnommé Gus the Gunner, installé à califourchon sur un éclair et tenant une mitrailleuse.

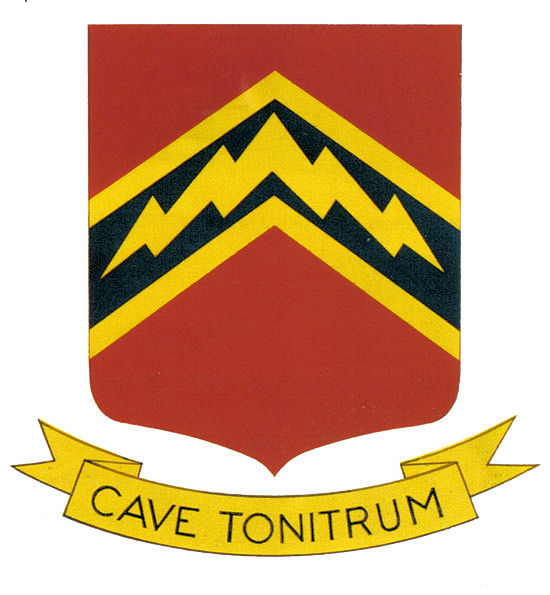
Insigne du 56th Fighter Group.
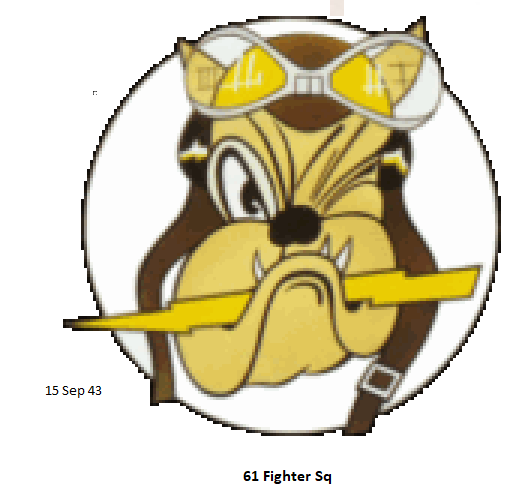
Emblème du 61st Squadron.
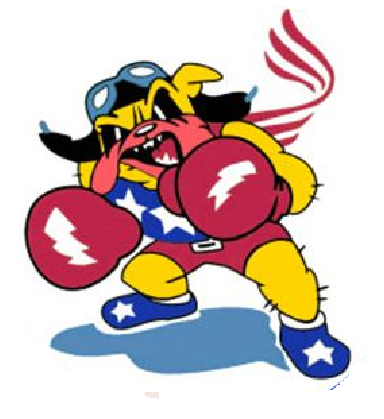
Emblème du 62nd Squadron.
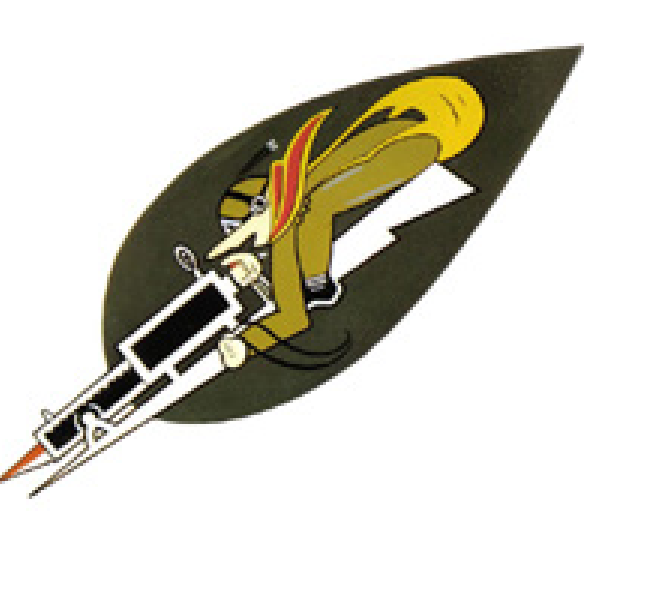
Emblème du 63rd Squadron.